# Lemophagus amurensis
Lemophagus amurensis är en stekelart som beskrevs av Dmitriy R. Kasparyan och Dbar 1985. Lemophagus amurensis ingår i släktet Lemophagus och familjen brokparasitsteklar. Inga underarter finns listade i Catalogue of Life.